# Malattia da graffio di gatto
La malattia da graffio di gatto è una malattia classificata tra le bartonellosi.

## Eziologia
L'agente eziologico batterico è la Bartonella henselae. Il contagio avviene tramite morso o graffio di gatto (i gatti con meno di un anno hanno più probabilità di avere un'infezione da B. honselae).

## Epidemiologia
La Bartonella henselae è diffusa tra i gatti dalle pulci. Si stima che l'8% dei gatti domestici sia infetto così come il 13% dei gatti randagi. Nell'uomo è tipica dei bambini.
L'infezione si trasmette all'uomo tramite lesioni traumatiche provocate da gatti come appunto il graffio.

## Clinica
Si forma inizialmente una papula nel punto di inoculo dopo circa 5 giorni dal graffio. Questa evolve in una pustola con adenopatia regionale, nel 30-40 % dei casi si può avere esito febbrile. Altri sintomi sono febbre, artralgia e anoressia.
A seguito di auto-inoculazione si può avere congiuntivite unilaterale granulomatosa con linfoadenopatia preauricolare (sindrome oculoghiandolare di Parinaud, da non confondere con la sindrome di Parinaud). Negli immunocompromessi e nei malati di AIDS si può avere angiomatosi bacillare o peliosi epatica.

## Prognosi
Tende a risolversi spontaneamente in 2-4 mesi negli individui immunocompetenti, mentre può essere molto problematica negli individui immunodeficienti (es. soggetti HIV positivi).

## Terapia
Normalmente non è richiesta terapia. 
Se necessario si possono utilizzare doxiciclina, ciprofloxacina e azitromicina (o eritromicina).